# Verdensmissionskonferencen 1910
Verdensmissionskonferencen 1910 (World Missionary Conference) i Edinburgh var en konference på overgangen mellem 1800-tallets missionsarbejde og en kommende protestantisk økumenisk bevægelse.
Fra hele verden kom repræsentanter for protestantiske kirker og missioner. En amerikansk metodist, John Mott, var formand for konferencen, der dels så tilbage på resultaterne fra 1800-tallet inden for evangelisation, Bibelen, mission og uddannelse af indfødte ledere, dels behandlede fremtidens missionstrategier og muligheder for samarbejde.
Som officielle delegerede for Danmark deltog for Det Danske Missionsselskab pastor Bachevold, L. Bergmann, missionær Bittmann og Greve Joachim Moltke, og for Dansk Santalmission deltog professor J.H. Blegen, P.O. Bodding og senere biskop i Ålborg Stift pastor P. Oldenburg.
Der blev ikke inviteret repræsentanter for missionsorganisationer fra romerskkatolsk og østortodokse kirker.
Under ledelse af John Mott blev der dannet en fortsættelseskomite, Continuation Committee, som imidlertid blev bremset i sit arbejde af første verdenskrig, men dannede grundlaget for Det Internationale Missionsråd som blev oprettet 1921. 1948 dannedes Kirkernes Verdensråd med Faith and Order og Life and Work som to grene, og 1961 blev Det Internationale Missionsråd integreret i Kirkernes Verdensråd.

## Verdensmissionskonferencer[6][7]
1. Edinburgh 1910
2. Jerusalem 1928
3. Tambaram 1938
4. Whitby 1947
5. Willingen 1952
6. Ghana 1957-58
7. New Delhi 1961
8. Mexico City 1963
9. Bangkok 1972-73
10. Melbourne 1980
11. Salvador, Bahia, Brasilien 1996
12. Hundredårsfejring 2010[8]
Tokyo (maj)
Edinburgh (juni)
Cape Town (oktober)
Boston (november)